# Josip Horvat Međimurec

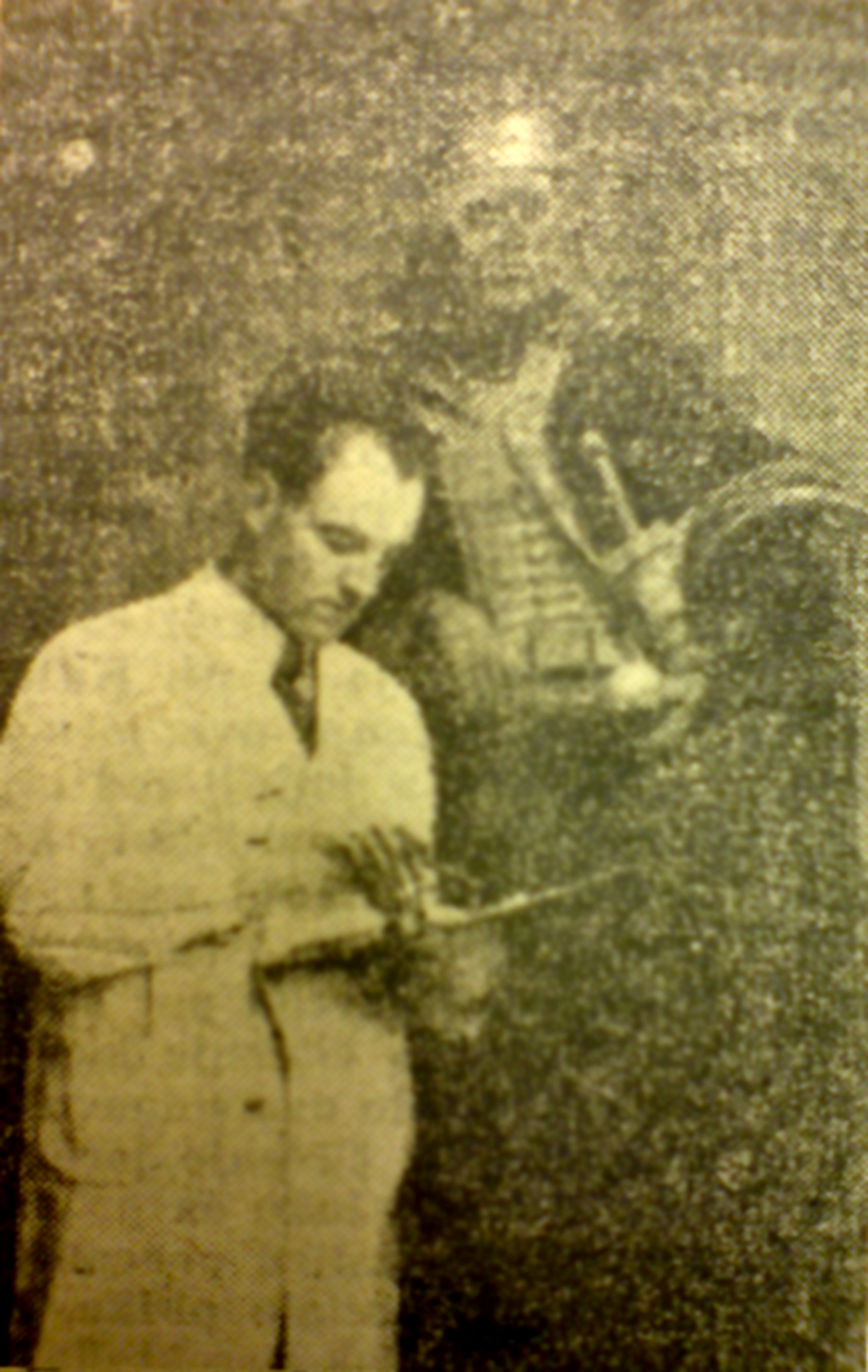
Međimurec bei der Arbeit

Josip Horvat Međimurec (* 18. Februar 1904 in Čakovec; † 2. Juni 1945 in Zagreb) war ein jugoslawischer Kunstmaler, Grafiker und Illustrator, der zu den Vertretern des kroatischen Historismus zählt.

## Leben
Međimurec besuchte die Volksschule in seinem Geburtsort Čakovec, anschließend die Gymnasien in Nagykanizsa und Pest und studierte an der Wiener Kunstakademie bei Karl Kohn und Robert Fuchs.
Er begann seine Arbeit 1924 in Zagreb, unterstützt von seinem Gönner, dem Galerist Antun Ullrich, und arbeitete dort bis zu seinem Tod, kurz nach dem Zweiten Weltkrieg. Er wurde der Zusammenarbeit mit den Behörden des Unabhängigen Staates Kroatien angeklagt und von den jugoslawischen Partisanen ohne Gerichtsverfahren hingerichtet. Der Ort seiner Bestattung ist unbekannt.

## Werk
Horvats Werk schildert Themen vor allem aus der Geschichte Kroatiens. So stellte er unter anderem die Schlacht bei Sissek, die Krönung Tomislavs sowie den Tod von Nikola Šubić Zrinski und Petar Svačić dar.
Auch malte er Porträts kroatischer Berühmtheiten, z. B. von Zdeslav, Juraj Zrinski und Grgo Martić, aber auch von seinen Zeitgenossen (Antun Ulrich, Zdenko Turković Kutjevski). Er illustrierte auch die Romane von Marija Jurić Zagorka („Grička vještica“), die in Form von Teilheften in der Jutarnji list veröffentlicht wurden.
Seine Zeichnungen (Tusche und Bleistift; 1936–1938) zeigen kroatische Berühmtheiten (Stjepan Radić, Andrija Kačić Miošić, Marko Marulić, Fran Krsto Frankopan, Matija Gubec, Ljudevit Gaj, Joseph Jelačić von Bužim, Ivan Kukuljević-Sakcinski, Franjo Rački, Vladko Maček, Eugen Kvaternik, Matija Antun Relković, Silvije Strahimir Kranjčević, August Šenoa, Ante Starčević und andere) sowie Sehenswürdigkeiten und Denkmale (Kathedrale von Trogir, Tafel von Baška, Kathedrale von Zagreb, Kathedrale des Heiligen Jakob (Šibenik) usw.). Die National- und Universitätsbibliothek Zagreb besitzt 56 seiner Zeichnungen.
Es gab mehrere Ausstellungen seiner Werke im Kunstpavillon Zagreb (1928 und 1942–1944), die Antun Bauer beschrieben hat.